# Lotharingie
Ne doit pas être confondu avec Francie médiane.
855–870
895–928
Entités précédentes :
- Francie médiane

Entités suivantes :
- Basse-Lotharingie
- Haute-Lotharingie

Le royaume de Lotharingie désigne la partie nord de la Francie médiane. Ce royaume fut constitué en 855 après division du royaume de Lothaire Ier. Il a été l'enjeu de luttes entre les royaumes de Francie occidentale et de Francie orientale, avant d'être définitivement contrôlé par Henri Ier l'Oiseleur puis rattaché comme duché à la Germanie en 928. Ce territoire fut ensuite scindé dans la deuxième moitié du Xe siècle en un duché de Basse-Lotharingie (Pays-Bas entre Meuse et Rhin) et un duché de Haute-Lotharingie, la future Lorraine.
Le titre de duc de Lotharingie fut attribué sinon revendiqué par le plus important personnage secondant le roi, à la fois politique et honorifique. Il ne fit jamais de la Lotharingie un duché. Cela advint après qu'Henri Ier l'Oiseleur, revendiquant la couronne sans jamais aller jusqu'à se proclamer roi, prit possession de la Lotharingie et y désigna un duc.

## Origine du nom
La part de Lothaire II ne se voit dotée par la tradition historique d'aucune appellation propre ; elle est souvent désignée comme le royaume de Lothaire, ce terme évoluant ensuite vers la forme Lotharingie. Les circonstances, qui donnent une sorte d'individualité au territoire intermédiaire entre la Francie de l'Ouest et la Francie de l'Est, y associent intimement le souvenir de Lothaire II. Ainsi, un document daté de 868 parle des Lotharienses, c'est-à-dire des gens de Lothaire, pour les distinguer des Karlenses, les sujets de Charles II le Chauve. De même, le pays est nommé par rapport au souverain : regnum Lothariense, regnum Lotharicum, Lotharii regnum, Lotharia, Lotharinga. Plus tard, en 912, les annales d'une abbaye d'Alsace parlent de Hlutaringi ou encore de Hlodarii pour désigner les sujets de Lothaire et de ses successeurs. Bien que le suffixe -ingi soit normalement réservé aux membres d'une dynastie (la famille du roi comme dans Carolingiens), il s'appliquait ici à tous les habitants. À la fin du Xe siècle, Lotharingi (les Lotharingiens) finit par l'emporter sur les autres désignations et donna naissance à Lotharingia (Lotharingie).
C'est ainsi au terme d'une période s'étendant sur un siècle que s'impose un nom qui désigne le royaume et les peuples de Lothaire et de ses successeurs. Dans l'esprit des chroniqueurs, ce royaume et ce peuple existent bien en tant que tels puisqu'ils ont inventé des mots pour les nommer. Ils leur prêtent d'ailleurs un caractère, comme en témoigne le Saxon Widukind lorsqu'il évoque la ruse dont a dû user Henri Ier l'Oiseleur pour venir à bout des Lotharingiens « […] parce que c'est un peuple changeant, habitué aux ruses, prompt à la guerre et prêt à s'adapter aux nouveautés ». Un autre historien du Xe siècle mentionne l'existence à la frontière occidentale du royaume de Lothaire « d'une barbarie indomptée, jalouse du bonheur d'autrui et de son propre salut, méprisant les admonestations paternelles du duc et craignant à peine l'autorité ».
Dans la langue courante, le mot Lotharingia subit des transformations. Il évolue en particulier vers Lohereigne, puis Lorraine, mais aussi Lothier pour les Wallons, Lotharingen et Lothringen pour les germanophones. Dans les textes médiévaux, le mot Lotharingus peut aussi bien désigner un habitant de Toul, de Metz, de Liège ou de Cambrai.
Après le partage de l'ancien royaume de Lothaire II en deux duchés, le nom Lorraine s'applique ainsi progressivement au seul duché méridional, c'est-à-dire l'équivalent de trois des quatre départements lorrains actuels (le département de la Meuse étant partagé entre le comté puis duché de Bar et l'évêché de Verdun). Le duché septentrional sera appelé Lothier mais dès la fin du XIIe siècle plus personne ne savait exactement quel était l'emplacement géographique de ce duché dont les ducs de Brabant continueront à se prévaloir.

## Territoire
La Lotharingie s'étend entre les vallées de la Meuse, de l'Escaut et du Rhin jusqu'à la mer du Nord. Elle est limitée à l'ouest par la Flandre, le Vermandois, la Champagne, la Bourgogne transjurane et la Franche-Comté ; et à l'est, par la (Basse)-Saxe, la Franconie et la Souabe . Elle correspond à la partie nord du royaume de Lothaire II[réf. nécessaire].
Pour connaître précisément les territoires qui composaient la Lotharingie, il faut se référer au traité de Meerssen qui, en 870, la partage entre le royaume franc oriental et le royaume franc occidental. Le texte officiel nous a été conservé par la Chronique d'Hincmar, archevêque de Reims. Ce traité énumère tous les comtés ou pagi composant les États lorrains de Lothaire II.
En 870 la Lotharingie est donc composée des comtés suivants : la Toxandrie, les quatre comtés du Brabant, les quatre comtés de la Hesbaye, le Cambrésis, le Hainaut, le Lommensis, le Teisterbant, la Betuwe, le Hattuariensis, les Masau inférieur et supérieur de la rive droite et de la rive gauche de la Meuse, le Liugas, le district d'Aix et le district de Maastricht, le Condroz, l'Ardenne, les cinq comtés de la Ripuarie (dont Bonn et Cologne), le Meinvelt, le Bidgau (y compris le pagus Trevirensis autour de Trèves), le comté d'Arlon, les deux comtés de la Woëvre (Methingau (de) ou Matensis et Ivotius), le Saargau supérieur et le Saargau inférieur, le Castricius, le Mosominsis (Mouzon), le Dormois, le Verdunois, le Moslensis (sur la Moselle, avec Metz), le Nitagau (sur la Nied), le Barrois, la Charpeigne (Scarpone), le Bliesgau, le Saulnois, l'Albegau (sur l'Albe), le Saintois, les deux Ornois, le Tullensis, le Chaumontois, le Soulossois, le Nordgau et le Sundgau. La Frise, depuis le Sincfal et probablement jusqu'à l'Ems, avec les nombreux comtés saxons, mi-saxons et francs qui y sont rattachés sont également dépendants de la Lotharingie. Remarquons aussi que la Meuse n'était pas parfaitement la limite ouest (par exemple le Barrois déborde sur la rive gauche), ni le Rhin la limite est (sur la rive gauche, Mayence, Worms et Spire appartenaient non pas à la Francie médiane mais au royaume de Germanie/Francie orientale échu à Louis le Germanique, un frère cadet de Lothaire Ier, au traité de Verdun d'août 843).
Cet ensemble couvre approximativement les territoires actuels :
- des Pays-Bas ;
- de la partie de la Belgique située à l'est de l'Escaut ;
- du grand-duché de Luxembourg ;
- en Allemagne :
  - de la Rhénanie-du-Nord-Westphalie, avec le Rhin comme frontière orientale,
  - de la Rhénanie-Palatinat,
  - de la Sarre ;
- en France :
  - de la Lorraine,
  - de l'Alsace,
  - de la partie du Nord située à l'est de l'Escaut.

À partir du Xe siècle, l'Alsace en fut nettement distinguée, et désormais le « royaume de Lothaire », la Lotharingie, s'arrêta aux premiers contreforts des Vosges.

## Histoire de la Lotharingie

### Entre France et Germanie

#### Naissance de la Lotharingie
En 855, peu avant la mort de l'empereur Lothaire Ier, ses trois fils se partagent au traité de Prüm son royaume, la Francie médiane (qui avait été créée au traité de Verdun de 843) :
- l'aîné Louis II (mort en 875) reçoit la couronne impériale et l'Italie ;
- le deuxième, Lothaire II (mort en 869), la partie nord de la Francie médiane qui s'étendait de l'Escaut au Rhin et de la mer du Nord au Jura, à l'Helvétie et aux Alpes du Nord (Valais, Haute-Savoie)[9] ;
- le troisième, Charles (mort en 863), le royaume de Bourgogne-Provence, formé de la Provence et de la Bourgogne cisjurane (duché de Lyon-Vienne et territoires associés).

Dès la fin du IXe siècle, la Lotharingie est dominée par quelques grandes familles seigneuriales, en particulier les Régnier dans toute la zone qui s'étend du Hainaut jusqu'au-delà de la Meuse et du Démer jusqu'à l'Ardenne et les Matfrid dans les pays ripuaires, dans le Bidgau, la Woëvre, le Messin, le Bliesgau, le Chaumontois, c'est-à-dire au revers de l'Ardenne et jusque dans la région de la Sarre et de la haute Moselle.
En 858, réconcilié avec son frère Charles de Provence, Lothaire II signe un traité par lequel il devient son héritier, au détriment de l’aîné Louis II. Ainsi, à la mort de Charles en 863, Lothaire tente de faire valoir ses droits mais ne peut imposer sa suzeraineté que sur les comtés de Lyon, de Vienne et du Vivarais ; la Provence lui échappe au bénéfice de Louis II.
Marié à Theutberge, qui ne lui donne pas d'enfants, il la répudie en 860, en l’accusant de relations incestueuses avec son frère, l’enferme et trouve quelques évêques complaisants pour prononcer l'annulation du mariage. Il se marie alors à une concubine, Waldrade, et cherche ainsi à légitimer leurs enfants. Soutenue par Louis le Germanique et Charles le Chauve, et Hincmar de Reims, Theutberge obtient que le pape Nicolas Ier ne reconnaisse pas le nouveau mariage. En février 865, Lothaire n’ayant aucun héritier légitime, ses oncles se rencontrent à Tusey près de Vaucouleurs et s'accordent sur le partage de ses États, lorsque celui-ci mourra.

#### Le traité de Meerssen et la partition de la Lotharingie (869-879)

La situation en 870.

En 869, à la mort du roi Lothaire II, ses possessions sont occupées par son oncle Charles II le Chauve qui se fait couronner roi de Lotharingie à Metz le 9 septembre 869 par l'archevêque Hincmar de Reims, cherchant à s’accaparer toute la Lotharingie. Mais cette acquisition est contestée par Louis le Germanique, son autre oncle, et Louis II le Jeune, frère aîné et héritier de Lothaire II. Ce dernier, occupé dans le Sud de l'Italie à combattre les Sarrasins, ne peut faire valoir ses droits, et les deux oncles s'entendent en août 870 par le traité de Meerssen pour se partager la Lotharingie :
- Louis le Germanique reçoit la partie orientale de la Lotharingie avec la Frise, Aix-la-Chapelle, Stavelot, Metz, Strasbourg et Bâle. Il y reconnaît de 872 à 875 la souveraineté nominale de l'empereur Louis II ;
- Charles II le Chauve conserve la partie occidentale de la Lotharingie avec Liège, Visé et Maastricht : comme on l'a évoqué, il relève le titre royal dès 869 à Metz ;

En 876, à la mort de Louis le Germanique, ses possessions sont partagées entre ses trois fils : Louis le Jeune hérite alors de la partie orientale de la Lotharingie avec la Saxe, Franconie, Thuringe et la Frise
En 877, à la mort de Charles II le Chauve, la partie occidentale de la Lotharingie, passe à son fils Louis le Bègue, puis en 879 à ses fils Louis III (mort en 882) et Carloman II (mort en 884).

#### La réunification à la Germanie (879-895)
En 879, Louis le Jeune occupe presque entièrement la Lotharingie. En 880, par le traité de Ribemont les fils de Louis le Bègue cèdent à leur cousin Louis le Jeune leur part de la Lotharingie en échange de la neutralité de ce dernier. À partir de là, et durant plus de 15 ans, la Lotharingie reste sous la coupe des rois de Germanie : Louis le Jeune (mort en 882), Charles le Gros (mort en 887) et Arnulf de Carinthie (mort en 899).
L'autorité du roi germanique n'est cependant pas également acceptée partout sur le territoire ; les comtes les plus éloignés vers l'ouest, Raoul de Cambrai et Régnier de Hainaut, font souvent cause commune avec Baudouin de Flandre ; on les voit tour à tour prêter hommage au Carolingien de France et au Carolingien de Germanie.
Louis le Jeune reste roi jusqu’à sa mort, en 882 ; son frère benjamin, l'empereur Charles le Gros, recueille alors sa succession, et tient ainsi la Germanie, la Lotharingie et l’Italie, tout étant Empereur depuis 881. En 885, il reçoit le serment d'allégeance des grands vassaux du royaume franc au palais de Ponthion, à la suite de la mort de Carloman II. Il possède sous sa coupe tout l’empire de Charlemagne, y compris sans doute la Provence et la Bourgogne transjurane. Il détache la même année la Frise de la Lotharingie, quand il crée duc le comte saxon Eberhard.
Cependant, sa maladie et le mécontentement des grands de Germanie font qu’il est déposé en novembre 887 à la diète de Tribur (Mayence), au profit d’Arnulf de Carinthie, fils bâtard de Carloman de Bavière (mort en 878). La maladie finit par emporter Charles en janvier 888, et plusieurs nouveaux rois sont placés à la tête de divers royaumes ; ainsi, Rodolphe devient roi en Bourgogne Transjuranne, et, au printemps 888 (entre mars et mai), se fait proclamer puis couronner roi de Lotharingie à Toul par l'évêque Arnaud. Ayant pris possession du royaume, son ambition est cependant contestée par Arnulf de Carinthie, qui le force à abandonner, dès juin 888, la Lotharingie en échange de sa reconnaissance en tant que roi de Bourgogne. Malgré cet accord, les hostilités entre Rodolphe et Arnulf semblent continuer avec intermittence jusqu'en 894.

#### Le royaume éphémère de Zwentibold (895-900)

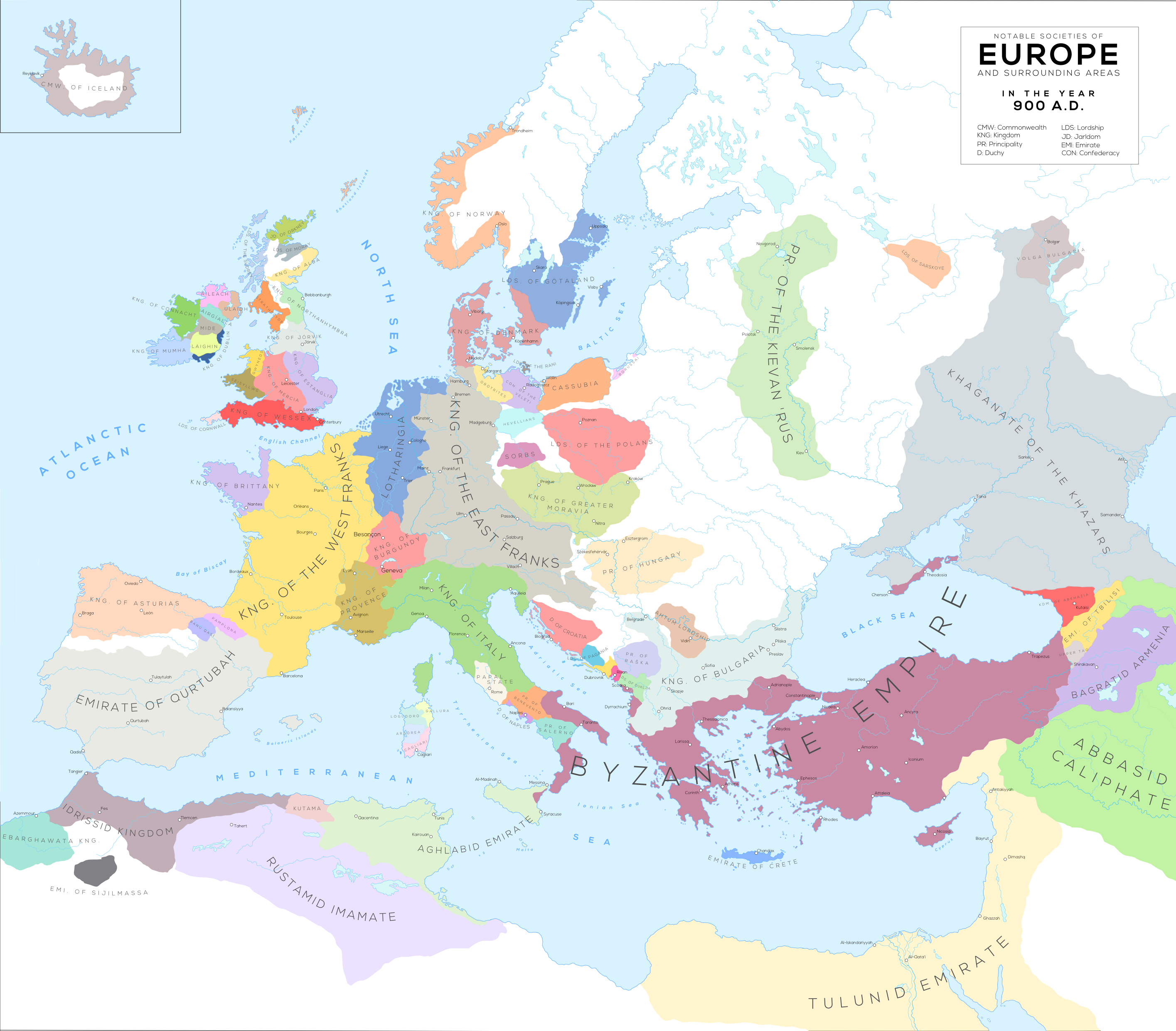
L'Europe en 900, le royaume de Lotharingie figure en bleu

En mai 895, Arnulf de Carinthie intronise son fils bâtard Zwentibold comme roi de Lotharingie. Les frontières de ce royaume coïncident sans doute en grande partie avec celles du royaume de Lothaire II, mais elles ne comprenaient probablement plus la Frise. La Lotharingie n'est pas indépendante pour autant du pouvoir impérial. Il s'agit surtout pour Arnulf de ménager une part d'héritage à son fils.
L'expérience ne dure pas. Zwentibold se heurte aux résistances des grands, hostiles à voir un étranger restreindre leur indépendance, notamment Régnier, qu’il oblige à s'expatrier en 898. La même année, en janvier, arrive en Francie Occidentale le roi Charles le Simple, qui dès juin, à l’appel de Régnier et d’un certain nombre de nobles mécontents, envahit le pays : il s'avance jusqu'à Aix et Nimègue, et oblige Zwentibold à prendre la fuite, mais, en octobre, il rentre dans son royaume et conclut la paix l'année suivante. Les autres grands se prononcent en faveur de Louis IV l'Enfant, le successeur et fils légitime d’Arnulf, et lui rendent ainsi hommage à Thionville en mars, puis à Aix-la-Chapelle en avril 900. Zwentibold meurt le 13 ou le 30 août 900 au cours d'une bataille, au voisinage de la Meuse, contre les comtes Gérard Ier de Metz, Matfried Ier et Étienne de Pouilly, ses vassaux révoltés.

#### Louis l'Enfant et le premier duc (900-911)
Débarrassés de Zwentibold, ces vassaux turbulents se tournent alors définitivement vers le roi d'Outre-Rhin Louis ; sa jeunesse, en même temps que son éloignement, garantissent plus sûrement leur indépendance réelle que l'autorité d'un souverain toujours présent et jaloux de ses droits ne leur garantit pas.
Zwentibold avait créé pour son royaume une chancellerie spéciale dirigée par l'archevêque Radbod de Trèves. Louis l'Enfant maintient cette organisation, devenant ainsi le défenseur de l'autonomie lotharingienne. Par ailleurs, Régnier rentre en faveur.
En 903, Louis IV l'Enfant confère à l'un de ses fidèles, le comte Gebhard de Franconie, le titre de duc de Lotharingie. Les conseillers de Louis l'Enfant espèrent sans doute la disparition du royaume de Lotharingie, et sa soumission à un régime analogue à celui du reste de la Germanie ; les grandes tribus germaniques alors, reconstituées sous la direction de chefs nationaux, acceptent la subordination à la couronne allemande ; dans ce nouveau contexte, la Lotharingie pouvait-elle être assimilée à la Saxe, à la Franconie, à la Souabe, à la Bavière, bien qu'elle n'en présentât pas la même unité ethnique.
Gebhard appartient à la famille des Conradiens de Franconie, dont est issue probablement Uta, mère de Louis ; avec son frère Conrad, il est richement doté dans le pays, mais ni l'un ni l'autre ne paraissent y avoir résidé de façon durable. Néanmoins, ils aident Louis l'Enfant à briser l'arrogance des Matfrid. Ils s'implantent dans le pays et ils reparaissaient plus tard dans le Meinvelt, dans l'Arlonais et dans la plupart des comtés ripuaires. Gebhard, blessé au cours d'une bataille contre les Magyars près d'Augsbourg, meurt en juin 910, peut-être le 22.

#### CharlesIIIle Simple et le rattachement à la France (911-925)
Après la mort de Louis, dernier carolingien d'Allemagne, en 911, les grands vassaux de Germanie, réunis en novembre à Forchheim, élisent un des leurs pour lui succéder, le duc de Franconie Conrad le Jeune. Cependant, les aristocrates de Lotharingie, fidèles à la dynastie carolingienne, rejettent totalement sa suzeraineté. Ils se rallient au carolingien, Charles le Simple qui réussit à prendre possession du territoire, avec le titre royal qu'il sera le dernier à porter (911). Il s'appuie sur les parents de son épouse Frédérune, qui appartient à une puissante famille germanique implantée dans ce royaume, et leur concède des honores (honneurs) pour faire contrepoids aux grands de Francie occidentale. Ainsi, en 919, Haganon devient son notaire-chancelier ce qui déplait fortement aux grands seigneurs de Francie Occidentale qui, jaloux et mécontents des fréquents séjours du roi en Lotharingie, se révoltent en 922.
Il favorise également Régnier, chef de file des aristocrates lotharingiens, et donc principal bénéficiaire du changement de régime. Charles III cependant ne lui confère pas le titre ducal ; il apparaît comme marquis, et vraisemblablement cette fonction lui permet d'exercer son autorité sur un groupe de pagi compris entre l'Escaut, le Rhin et la Moselle ; mais il n'est signalé nulle part en Haute-Lotharingie. Il meurt en 915. Conrad de Franconie échoue à reprendre le territoire malgré trois expéditions, en 911 et 912, qui demeurent stériles.
Wigéric de Bidgau, comte palatin de Lotharingie, accueille également favorablement Charles le Simple. Après la mort de Régnier (915), la puissance territoriale semble passer complètement au comte palatin Wigeric, qui meurt entre 919 et 922. Ensuite, c’est un dénommé Godefroid de Juliers qui possède le titre de comte palatin de Lotharingie, d’environ 922 jusqu’au moins en 936. C’est finalement la dynastie des Ezzonides qui, en 945, avec Hermann Ier Pusillus, en prend possession pour plus d’un siècle.
Le pouvoir de Charles reste cependant contesté : Giselbert, fils de Régnier, qui ne cesse d'être en lutte contre lui, est ainsi expulsé en 919, tandis qu’il se fait proclamer princeps par les Lotharingiens mécontents. Le successeur de Conrad, Henri l’Oiseleur, peut donc compter sur le soutien de ce dernier. Néanmoins sa première tentative d’invasion échoue, en 920, et, bien que les hostilités continuent durant l'année suivante entre le roi de France et quelques-uns de ses vassaux lotharingiens, une entente s'établit entre les deux rois. Ils se donnent rendez-vous sur le Rhin, le 7 novembre 921, à la hauteur de Bonn, et accompagnés d'un cortège nombreux de fidèles, ils se jurent solennellement amitié sans qu'il soit fait allusion à aucun abandon de territoire. Charles le Simple reste donc, durant tout son règne, en possession de la Lotharingie entière.
Cette période voit l'introduction en Lotharingie de quelques hommes nouveaux, tels Erbaut dans le Castricius, la Charpeigne (Scarpone) et le Saulnois, Bérenger qui, outre le comté de Lomme, dû à son union avec une fille de Régnier Ier, reçoit momentanément le Meinvelt.

### Rattachement à la Germanie, contesté par la France

#### Le retour à la Germanie sous la maison de Saxe (925-953)
En 923, lorsque Charles III est renversé de son trône par les grands, Raoul de Bourgogne, qui est élu pour lui succéder, parvient à se faire reconnaître par une partie des Lotharingiens. Mais dès la fin de 923, Henri Ier, dans une première expédition, se met en possession de la partie orientale du pays, et, deux ans plus tard, il obtient la soumission de la Lotharingie entière, jusqu'à l'Escaut. Cette situation ne subira plus de modification essentielle durant tout le Moyen Âge.
Lorsque Henri l'Oiseleur s'est emparé de la Lotharingie entière en 925, il y envoie un certain Eberhard (peut-être le duc de Franconie ou un comte du Hamaland ou du Salland) pour y rétablir la paix et y faire justice. Il sépare également l'Alsace pour l'intégrer au duché de Souabe.
Sous la dynastie de Saxe, la région de la Meuse, aux alentours de Givet, de Mézières, de Mouzon, d'Yvois, est envahie plus d'une fois par des vassaux français et demeure litigieuse jusque vers la fin du Xe siècle. Les derniers Carolingiens de France tentent en effet à plusieurs reprises de reprendre ce territoire. Louis IV, le fils de Charles, ayant succédé à Raoul après sa mort en 936, noue des relations avec les vassaux turbulents de la Lotharingie et envahit le pays ; en 939, avec le soutien du duc de Lotharingie Giselbert, essaye de reprendre ce territoire. Otton, fils et successeur de Henri Ier, doit, à plusieurs reprises, lui opposer ses forces. Vers la fin de l'année 942, le traité de Visé réconcilie les deux adversaires. Louis IV renonce à ses prétentions.
Pour assurer son pouvoir en Lotharingie, Henri Ier a jugé préférable de s'attacher de façon durable Giselbert, celui-ci personnifiant, à la suite de son père, l'opposition régionale ; il lui donne donc en mariage sa fille Gerberge ; l'union est célébrée en 929. C'est probablement vers cette époque, peut-être dès 928, que Giselbert reçoit les fonctions ducales, disparues depuis la mort de Gebhard en 910. L'intention du roi est de s'appuyer sur les grands indigènes, spécialement sur les Régnier.
La fidélité de Giselbert ne dure pas. En effet, Il s'associe aux révoltes de Henri, frère du nouveau roi Otton Ier, et de Eberhard de Franconie (en), frère de l’ancien roi Conrad Ier, mécontent d'avoir été supplanté par la maison de Saxe. À la bataille d'Andernach, en 939, Eberhard et Giselbert disparaissent. Ce dernier ne laisse qu'un jeune fils, Henri, rapidement éliminé.
Otton Ier confie alors le gouvernement de la Lotharingie à son frère Henri, qui a fait sa soumission, mais qui ne peut se maintenir. Il est rapidement remplacé par Otton, fils du comte Ricuin de Verdun, qui paraît avoir exercé une autorité très haute dans la région de la Moselle et de la haute Meuse. Otton conserve la dignité ducale jusqu'en 944.
À sa mort, un autre Franconien, Conrad le Roux, fils de Werinharius, est placé à la tête du royaume. Mais il ne parvient pas à s'imposer face aux descendants de Régnier Ier qui provoquent toujours des mouvements séditieux. Conrad lui-même, bien qu'il ait reçu pour femme (en 947 ou 948) Liutgarde, fille du roi, ne peut résister à la tentation de conspirer avec son beau-frère Liudolf contre Otton (953). Otton est déposé. Les Lotharingiens, en cette occasion, n'ont pas soutenu le rebelle, à leurs yeux un étranger ; même Régnier III, le neveu de Giselbert, avait pris parti contre lui. Mais surtout les évêques Adalbéron Ier, de Metz, fils de Wigéric, et Baldéric d'Utrecht se sont placés à la tête des sujets fidèles ; les deux lignées seigneuriales auxquelles appartiennent ces prélats jouent désormais un rôle important dans l'histoire de ces régions.

#### Bruno de Cologne et la scission du duché (953-965)

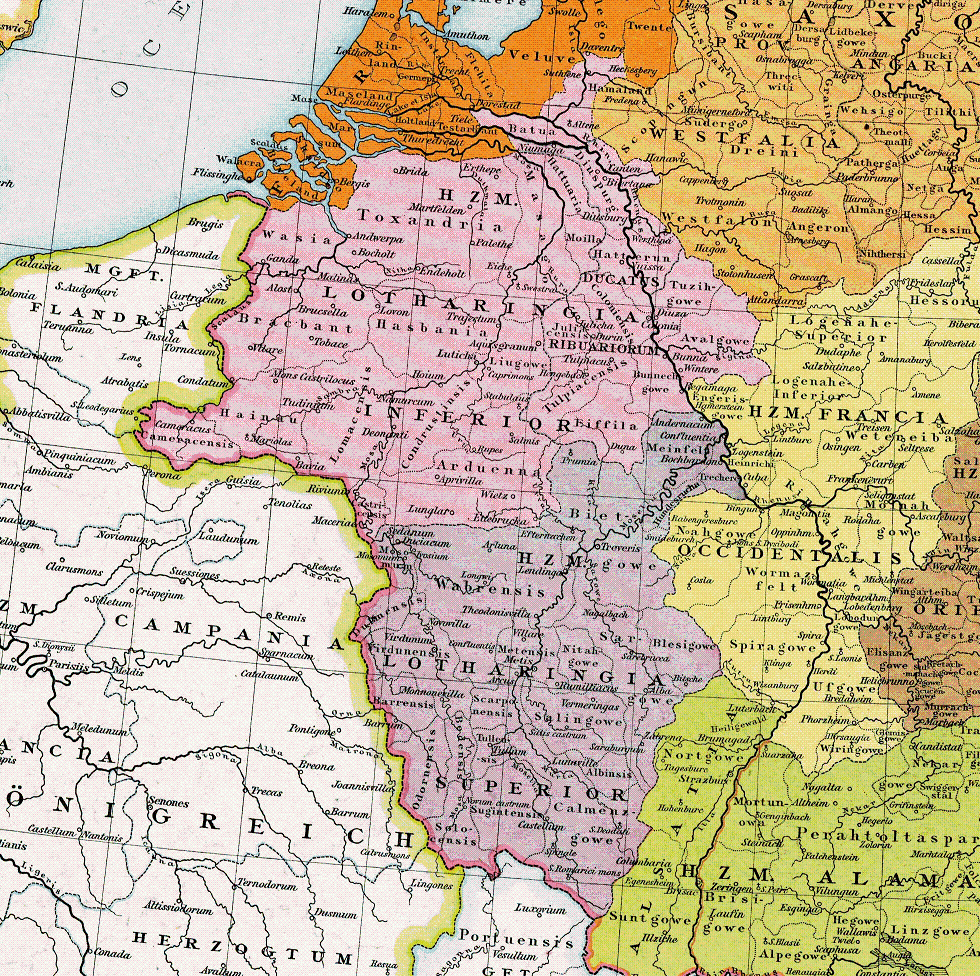
Partage de la Lotharingie par Brunon de Cologne.

Dès cette époque, la confiance des rois saxons s'attacha de préférence aux chefs de l'Église, et dans le moment actuel Otton Ier résolut d'unir dans les mêmes mains la dignité d'archevêque de Cologne et celle de duc de Lotharingie. Ce fut son jeune frère Bruno qui reçut, en 953, cette double mission, il s'en acquitta avec autant de tact que de vigueur ; il pacifia le pays, brisa impitoyablement les résistances et sut rallier autour du trône des serviteurs dévoués. Il mata notamment les Régnier et leur confisqua leurs terres.
Ces événements provoquèrent des réformes importantes. Dès le mois de juin 958, Otton Ier s'était rendu à Cologne ; il y avait conféré avec Bruno et les grands demeurés fidèles. On arrêta des dispositions pour pacifier le pays.
Quelques seigneurs qui voyaient avec déplaisir la rigueur déployée par Bruno tentèrent de se soulever. Immon, ancien vassal de Giselbert, fut du nombre. Ils protestaient contre les exigences du duc, qui prétendait raser des forteresses nouvellement édifiées et imposer aux grands des charges inusitées.
C'est cet incident qui poussa Bruno à déléguer, en 959, une part de son autorité à deux nobles lotharingiens :
- Frédéric, comte de Bar, fils du comte Wigéric et frère d’Adalbéron de Metz, en Haute-Lotharingie ;
- Godefroid, comte de Hainaut, fils du comte Godefroid, en Basse-Lotharingie[36].

Bruno leur confère le titre de duc et établit donc ainsi deux duchés distincts. La mort de Bruno (965) suit de près celle de Godefroy. Frédéric de Bar demeure duc de Haute-Lotharingie, mais son autorité ne s'étend pas sur la région septentrionale ; il paraît certain qu'Otton n'a donné de successeur ni à Bruno et ni au jeune duc de Basse-Lotharingie.

#### Les grandes lignées lotharingiennes auXesiècle
C'est à l'époque de Bruno que grandit la fortune des descendants de Wigéric, comte du pagus Bedensis : au Bidgau, qui paraît avoir été le primitif apanage du fondateur de cette maison, ils joignent l'Ardenne méridionale, la plus grande partie de la Woëvre (Methingau, Ivois, Verdun), le Barrois, le Chaumontois, sans compter la direction momentanée du Brabant occidental et du Hainaut proprement dit. Enfin, ils obtiennent la dignité ducale dans les deux parties, désormais distinctes, de la Lotharingie.
Dans la région septentrionale de la basse Meuse une autre race s'attache également avec loyauté à la fortune des empereurs : les Baldéric-Ansfrid, qui dominent en Toxandrie, dans le Masau, dans la Betuwe, à Utrecht, et fournissent à la couronne des prélats, des guerriers, des administrateurs.
En revanche, Régnier III et son frère Rodolphe, qui perpétuaient dans la Lotharingie moyenne, dans le Hainaut et la Hesbaye, les traditions turbulentes de leurs pères, se voient exilés et frappés de confiscation (958). Dans leurs possessions du Hainaut, du Brabant, de la Hesbaye, le roi transporte des comtes de dévotion plus sûre, surtout des descendants de Wigéric.
La Frise, avec les Thierry, issu de la lignée du roi Radbod, est de fidélité plus incertaine, et ici l'énergie des vieux écumeurs de mer réservera aux armées royales plus d'une défaite.
Entre l'Ardenne et la Moselle, une dynastie féconde grandit peu à peu ; dès la fin du Xe siècle, Sigefroid (probablement un fils de Wigéric) et ses enfants, cantonnés d'abord dans le Saargau et le Rizzigau, puis de là, gagnant du terrain et entamant successivement les contrées voisines de l'Ardenne, du Methingau, du Bidgau, constitueront à leurs dépens une principauté nouvelle, le vaste Luxembourg. L'union de Cunégonde avec Henri II donne à leurs ambitions de nouvelles espérances ; en opposition ouverte avec les autres descendants de Wigéric, ducs de Haute-Lotharingie, ils tenteront de s'implanter à Trèves et à Metz, et leurs alliances répétées avec la maison des comtes alsaciens du Nordgau aidera à l'expansion de ces derniers et contribuera à assurer dans la seconde moitié du XIe siècle leur accession à l'autorité ducale.
Mais, dès le début de la dynastie saxonne, les rois cherchent auprès des évêques l'appui que leur refuse trop souvent la jalousie inquiète de leurs vassaux laïques. La puissance temporelle des prélats de Cambrai, de Liège, d'Utrecht, de Cologne, de Trèves, de Metz, de Toul, de Verdun vient modifier radicalement la constitution territoriale de la Lotharingie. Ces principautés ecclésiastiques n'ont plus rien de commun avec l'ancienne géographie politique du royaume franc.

#### Les dernières tentatives françaises
Sur la frontière occidentale de son territoire, l’Empereur Otton crée les marches de Gand, d'Ename et de Valenciennes. Wichmann et ensuite Thierry II de Frise occidentale dans le château de Gand, Godefroid de Verdun, dans le château d'Ename, Arnoul, dans le château de Valenciennes, surveillent la frontière ; ils doivent surtout empêcher que les seigneurs impatients du joug allemand s'entendent avec les fils de Régnier III, réfugiés en France, et avec les rois carolingiens qui pourraient être amenés à reprendre l'offensive sur la Lotharingie.
Otton II, qui n'a ni la même énergie, ni la même habileté que son père, auquel il succède en 973, voit renaître des dangers qui semblaient conjurés. Lothaire et son frère Charles soutiennent en 976 l'entreprise de Régnier IV et de Lambert auxquels la maison de Vermandois prêtait également son appui. Mais bientôt le roi de France se brouille avec Charles et l'exile. Otton tirant parti de cet événement et, plus avisé qu'héroïque, divise la coalition qui le menaçait en Lotharingie ; il fait rentrer en grâce les fils de Régnier et leur restitue leurs alleux. Quant à Charles, il lui conféra le titre ducal (977). La surprise d'Aix-la-Chapelle par Lothaire l'année suivante ne s’avère être qu'un épisode sans lendemain, et qui entraîne une incursion de l’Empire jusque Paris.
Le Traité de Margut (980) consacre l'abandon par le roi de France de toute prétention sur le territoire qu'il convoitait, et opère en faveur de la Germanie une rectification de frontière : si depuis 925 probablement, la Chiers avait formé la limite entre les deux royaumes, les pagi Castricius et Mosomensis, conservés au Xe siècle par les rois de France, sont alors en grande partie rétrocédés à l'Allemagne, et la Meuse sert alors de ligne de séparation depuis un point situé au-dessus de Revin jusqu'à Mézières ; en amont de cette ville, la frontière s'écarte sensiblement du fleuve et laissait à l'empire une portion du Castricius, le Mosomensis et le Dulmensis tout entiers.
Dès 985, deux ans après la mort d’Otton II, Lothaire s'empare de Verdun, mais mort subitement en 986, c’est son fils Louis V qui lui succède, mais celui-ci doit rétrocéder Verdun en 987, année où il meurt également.
Le nouveau duc de Basse-Lotharingie, Charles, est le cousin d'Otton II par sa mère Gerberge (veuve de Giselbert et de Louis IV d'Outre-Mer, elle était fille de Henri Ier d'Allemagne). Son rôle en Lotharingie n’est guère marqué ; il ne tarde d'ailleurs pas à tromper la confiance placée en lui ; sous la régence de Théophano, il conspire ouvertement contre l'Empire en s'associant aux nouvelles tentatives de Lothaire, qui, en 985, s'empara de Verdun, et quand, en 986, Lothaire meurt subitement, suivi de près par son fils Louis V (987), tandis que Verdun est reprise par la Germaine, lui ne songe plus qu'à revendiquer la couronne de Francie occidentale, dont Hugues Capet vient de prendre possession.
En mai 988, il engage la lutte et s'empare de Laon, capitale royale des derniers Carolingiens, de la reine Emma et l'évêque Adalbéron. Hugues Capet le fait excommunier, puis fait assiéger Laon, qui résiste. À partir de la fin de 988, Charles lance une série d'offensives qui lui permettent de s'emparer de la forteresse royale de Montaigu, d'envahir le Soissonnais et, à la suite de la trahison de l’évêque Arnoul, de s’emparer de Reims. Il tient alors Laon et Reims, a rallié à sa personne les comtes de Vermandois, de Rethel, de Soissons, de Roucy et de Troyes, et se rapproche de celui de Blois. Cependant, par la trahison d’Adalbéron de Laon, il est fait prisonnier de Hugues en 991, et périt ainsi obscurément en captivité.
Otton III nomme comme successeur de Charles, en Basse-Lotharingie, son jeune fils Otton. Au printemps 993, le comte Eudes Ier de Blois, déçu qu'Hugues Capet et son fils aient refusé de lui conférer le titre de duc des Francs, souhaite les reverser : il projette, avec la complicité d’Adalbéron de Laon, de les capturer lors d'une rencontre à Metz avec l'empereur Otton III, puis, de placer Louis, fils cadet de Charles de Basse-Lotharingie, alors gardé par Adalbéron, sur le trône. Prévenu, Hugues fait échouer cette tentative : Louis est enfermé à Orléans, dans le domaine royal, et Adalbéron est déposé au synode de Pavie en 998.
Cette déposition évince définitivement la famille d’Ardenne du royaume de France. De même, la mort d’Otton de Basse-Lotharingie, en 1005 ou en 1012 selon les sources, met fin aux prétentions carolingiennes pour le trône de France, depuis la Lotharingie.

### Division définitive de la Lotharingie au sein de l’Empire

Haute et Basse Lotharingie au Xe siècle.

#### Avènement de la maison d’Ardenne en Basse-Lotharingie: le duc Godefroid
L'avènement de Godefroy en Basse-Lotharingie est pour toute la région le commencement d'une ère nouvelle. Fils de Godefroy le Captif, qui avait rendu à la maison de Saxe les plus notables services et dont la fidélité n'avait jamais été soupçonnée, Godefroid, premier duc de la maison de Verdun et d'Ardenne, est pour Henri II un collaborateur actif et dévoué. C'est lui qui, en 1015, remporte la victoire de Florennes où est tué Lambert de Louvain, fils de Régnier III, et, deux ans plus tard, il défait un autre adversaire du roi, le comte Gérard, qui s'était coalisé avec ses beaux-frères Thierry et Adalbéron, qui avaient usurpé les sièges épiscopaux de Metz et de Trèves, et le comte Frédéric, tous trois fils de Sigefroid de Luxembourg.
Gérard, qui était originaire de l'Alsace du Nord, possédait dans la Basse-Lotharingie des domaines importants qui lui venaient en partie de son union avec Éva, fille de Sigefroid, mais principalement de l'héritage de sa grand-mère, Liutgarde, fille de Wigéric.
Thierry de Metz s'était emparé, en 1011, de la personne du duc de Haute-Lotharingie, Thierry Ier, fils de Frédéric, et il l'avait retenu longtemps captif dans la cité épiscopale ; le succès remporté par Godefroid en assurant sa propre autorité, avait en même temps vengé l'injure faite à son cousin dans le gouvernement voisin.
Dans la région du Waal et de la basse Meuse, Godefroid ne montre pas moins d'activité ; il contribue sans doute à réprimer les excès du comte Baldéric qui, maître du Hamaland, du Tubalgo et de plusieurs comtés frisons et saxons, avait donné la main à tous les ennemis du roi. Mais dans sa campagne de 1018 contre Thierry de Frise occidentale, il est moins heureux ; l'expédition échoue complètement.
Les services rendus par le duc n'en avaient pas moins été de telle nature qu'ils méritaient une large reconnaissance. Henri II lui remit la Drenthe et vraisemblablement aussi les comtés frisons orientaux qui avaient été confisqués sur Baldéric.
Le rôle de Godefroy, duc de Lotharingie, sur les deux rives du Zuiderzee permet d'affirmer que la Frise n'avait pas cessé d'appartenir à la Basse-Lotharingie.

#### Réunification des duchés de Haute et Basse-Lotharingies: Gothelon
Lorsque Godefroid meurt sans descendants en 1023, lui succède son frère Gothelon. Celui-ci avait déjà reçu de Henri II la nouvelle marche d'Anvers créée par le roi aux dépens de la Toxandrie, comme poste avancé de l'Empire en face de la Flandre.
À l'avènement à l’Empire de Conrad II, qui suit de près celui de Gothelon comme duc de Basse-Lotharingie (7 septembre 1024), ce dernier refuse de reconnaître son élection. La plupart des évêques de la région et le duc Thierry de Haute-Lotharingie ne sont alors pas moins hostiles. Leur ligne ne peut toutefois prévaloir ; Gothelon fait amende honorable à la Noël de 1025.
Henri II n’avait pas cru devoir lui conserver la Drenthe, il en avait investi l'évêque d'Utrecht (janvier 1024) ; Conrad confirme cette mesure le 26 juillet 1025, mais vraisemblablement la soumission de Gothelon lui vaut la restitution de son fief, qu'il garde dès 1025, et passe (1044) à son fils Gothelon II. En 1046, Henri III dispose en faveur de l'évêque d'Utrecht du comté de Drenthe, dont la mort de Gothelon II lui avait rendu la possession.
De même à Verdun : après Godefroid le Captif et son fils Frédéric, l'évêque Rambert, disposant du comitatus en a investi le comte Louis de Chiny. Gothelon, incapable de supporter cette injure, fait massacrer Louis et oblige l'évêque à le reconnaître lui-même.
Après sa réconciliation, la fidélité de Gothelon à l'empereur n’est plus ébranlée ; aussi lorsqu'en 1033 le duché de Haute-Lotharingie devient vacant, Conrad II le remet à Gothelon qui réunifie ainsi les deux Lotharingies. Le premier duc, Frédéric, fils de Wigéric, avait eu pour successeur son fils Thierry (978-1027), suivi de son petit-fils Frédéric II (1027-1033), mort à 16 ans sans avoir été marié.
La situation du pays était assez critique : Eudes de Champagne, qui avait cru pouvoir disputer la Bourgogne à Conrad, menaçait constamment la Lotharingie. Une main ferme était nécessaire pour défendre cette marche extrême de l'Empire. Gothelon justifia les espérances qu'avait mises en lui le roi. En 1037, à la bataille de Bar, il tailla en pièces l'armée d'Eudes, qui demeura sur le champ de bataille. Godefroid le Barbu, fils aîné de Gothelon, prit une part importante à ce succès. C'est probablement alors qu'associé à son père vieilli il reçut le titre ducal et put, concurremment avec lui, s'occuper des affaires de la Haute-Lotharingie.

#### Scission définitives des deux duchés: Godefroid le Barbu
Mais la mort de Gothelon Ier (1044) allait provoquer une crise redoutable. Godefroid le Barbu avait un frère incapable, Gothelon le Fainéant ; c'est à lui que Henri III, craignant sans doute d'exagérer l'autorité d'un seul grand vassal, confia la Lotharingie inférieure ; Godefroid ne conserva de l'héritage de son père que la Haute-Lotharingie. Mécontent de cette décision, qu'il considérait comme un amoindrissement et une injustice, il entama une lutte qui pendant douze années fut presque ininterrompue. Allié à tous les adversaires de Henri III, au roi de France, au comte de Flandre Baudouin V, au comte de Hollande Thierry IV, tour à tour vainqueur et vaincu, réconcilié et rebelle, commettant les pires excès, incendiant le palais royal de Nimègue et la ville de Verdun, dont l'évêque avait pris parti contre lui, il finira en 1056 par faire sa soumission définitive, mais il ne recouvre alors aucun des deux duchés paternels. Cette lutte eut pour conséquence l'amoindrissement, la dislocation du duché de Basse-Lotharingie.
Gothelon II, que son incapacité avait fait déposer en 1046 et qui mourut la même année (avant le 22 mai), avait été remplacé dans la Basse-Lotharingie par Frédéric, fils du comte Frédéric et petit-fils de Sigefroid. Il avait été comte de l'Ardenne septentrionale et du Luihgau.
Godefroid le Barbu, qui avait conservé ses alleux héréditaires et notamment le château de Bouillon, avait passé les Alpes, et par le mariage qu'il contracta en Italie avec Béatrix, fille de Frédéric II de Haute-Lotharingie et veuve de Boniface, marquis de Toscane, il avait conquis une puissance nouvelle, et il put remplir dans l'histoire de l'Europe méridionale un rôle plus important peut-être que celui auquel il avait dû renoncer dans les Pays-Bas.
L'avènement du jeune Henri IV scella définitivement (1057) la réconciliation ébauchée par son père l'année précédente ; en 1065, à la mort du duc Frédéric, Godefroid fut même investi de la Basse-Lotharingie, pour l'obtention de laquelle il avait naguère mis le pays à feu et à sang ; mais il avait vieilli ; en 1069 il rendit son dernier soupir.
Dans la Haute-Lotharingie, Henri III, en 1047, avait créé duc, en remplacement de Godefroid le Barbu, le comte Adalbert de Longwy (Methingau méridional), neveu du comte Gérard. Adalbert périt dans un combat qu'il livra à son compétiteur (1048). Il eut pour successeur son frère ou son neveu Gérard, dont les descendants conservèrent la Lorraine jusqu'au moment de sa réunion à la France (1735).

## Mémoire

### Expositions
- 2023 : 'Trésors du royaume de Lotharingie, l'héritage de Charlemagne[56]', Hôtel départemental des expositions du Var, Draguignan. Commissoire de l'exposition : Isabelle Bardiès-Fronty[57].

#### Sources primaires
- Annales vedastini, The Latin Library.
- Annales xantenses qui dicuntu, The Latin Library.

#### Études
- Carlrichard Brühl (trad. de l'allemand par Gaston Duchet-Suchaux, édition française établie par Olivier Guyotjeannin), Naissance de deux peuples : Français et Allemands, IXe-XIe siècles [« Deutschland-Frankreich : die Geburt zweier Völker »], Paris, Fayard, 1995, 387 p. (ISBN 2-213-59344-2, présentation en ligne).
- Tristan Martine, Jessika Nowak (dir.), D'un regnum à l’autre. La Lotharingie, un espace de l'entre-deux ? Vom regnum zum imperium: Lotharingien als Zwischenreich?, Nancy, PUN - Éditions Universitaires de Lorraine, 2021, 394 p.
- Michel Parisse (publ. sous la dir. de Guy Cabourdin), Encyclopédie illustrée de la Lorraine, Histoire de la Lorraine : l'époque médiévale. Austrasie, Lotharingie, Lorraine, Metz / Nancy, Éditions Serpenoise / Presses universitaires de Nancy, 1995, VIII-253 p. (ISBN 2-86480-343-7 et 2-87692-050-6)
- Michel Pauly (éd.), Institutions de l’assistance sociale en Lotharingie médiévale. Einrichtungen der sozialen Sicherung im mittelalterlichen Lotharingen, Actes des 13es journées lotharingiennes, 12-15 octobre 2004, Université du Luxembourg, Luxembourg, 2008, 502 p. (Institut grand-ducal de Luxembourg, volume CXXI, et CLUDEM, t. 19, 2008), présentation en ligne.
- Jens Schneider, Auf der Suche nach dem verlorenen Reich: Lotharingien im 9. und 10. Jahrhundert, Cologne, Böhlau, 2010, 671 p.
- Jens Schneider, « La Lotharingie était-elle une région historique ? », dans Thomas Lienhard (dir.), Actes des congrès de la Société des historiens médiévistes de l'enseignement supérieur public, 37e congrès, Mulhouse, 2006. Construction de l'espace au Moyen Âge : pratiques et représentations, Paris, Publications de la Sorbonne, 2006, p. 425-433 [lire en ligne].
- Léon Vanderkindere, La Formation territoriale des principautés belges au Moyen Âge, vol. II, Bruxelles, H. Lamertin, 1902 (réimpr. 1981), 481 p. (lire en ligne).
- Simon Winder, Lotharingia, a personal history of Europe's lost country, Londres, Picador, 2019, 504 p. (ISBN 978-1-5098-0325-5, présentation en ligne).
- l. Bardies-Fronty (dir),  Trésors du royaume de Lotharingie, l'héritage de Charlemagne, In fine éditions d'art, Paris,2023.